# Groupe des dix (France)
Pour les articles homonymes, voir Groupe des dix.
Le Groupe des dix est le nom donné à un groupement de personnalités françaises, scientifiques et intellectuels, qui se réunissaient entre 1969 et 1976 pour échanger leurs idées, notamment sur les sujets croisés de la science et de la politique. Le groupe était constitué de dix membres au départ et d'une vingtaine par la suite. Il se réunissait environ une fois par mois pour des discussions interdisciplinaires.
Les dix premiers membres du Groupe étaient : l’homme politique et économiste Robert Buron, le médecin Jacques Robin, créateur du groupe, Edgar Morin, Henri Laborit, l’avocat Gérard Rosenthal, le médecin et psychanalyste Jack Baillet, Jacques Sauvan (médecin qui était président de la Société française de cybernétique), l’informaticien Jean-François Boissel, la philosophe Françoise Coblence, le biologiste Bernard Weber et le sociologue Alain Laurent.
L’économiste René Passet, David Rousset, Jacques Piette ont rejoint le groupe au cours de l’année 1969, suivis par Joël de Rosnay en avril 1971 et en 1972 Henri Atlan, Jacques Attali et Henri Leroi-Gourhan. En 1973, Michel Serres, la biologiste et journaliste Odette Thibault et Michel Rocard sont devenus membres. Jacques Delors a aussi assisté à quelques séances de travail du groupe
Sur un fond de connaissance en cybernétique et en théorie de l'information, divers sujets de société sont abordés, dont les relations entre violence et politique, les problèmes drainés par la croissance économique, les questions environnementales ou les rapports masculin-féminin.
Ces rencontres et ces discussions, au domicile d'Anne et Jacques Robin, ont été, aux dires de plusieurs participants, déterminantes dans l'essor de leur pensée et de leur cheminement intellectuel.

### Sources
1. 1 2  Franck-Dominique Vivien, « De la légende dorée aux querelles d’héritage : le Groupe des Dix en transversale », Natures Sciences Sociétés, vol. 27,2, nos 27,2,‎ 2019, p. 125-136 (lire en ligne)

- Le Groupe Des Dix, ou les avatars des rapports entre science et politique, par Brigitte Chamak, 1997  (ISBN 9782268024813)
- Voir aussi Du Groupe des dix à Transversale, extraits du livre "L’urgence de la métamorphose" de Jacques Robin (médecin) publiés dans GIT-Transversales de février 2007
- Le groupe des Dix, des précurseurs de l'interdisciplinarité. in: Natures Sciences Sociétés, vol. 27, 2019, https://www.cairn.info/revue-natures-sciences-societes-2019-2.htm
- La French Connection de la cybernétique. in: Usbek & Rica , https://usbeketrica.com/fr/article/la-french-connection-de-la-cybernetique